# Campionati europei di nuoto 2012 - 50 metri farfalla femminili
La gara dei 50 metri farfalla femminili degli Europei 2012 si è svolta il 21 e 22 maggio 2012 e vi hanno partecipato 47 atlete. Le batterie e le semifinali si sono svolte il 21 e la finale nel pomeriggio del giorno successivo.

## Podio
| Pos.    | Atleta          | Nazione  |
| ------- | --------------- | -------- |
| Oro     | Sarah Sjöström  | Svezia   |
| Argento | Triin Aljand    | Estonia  |
| Bronzo  | Ingvild Snildal | Norvegia |

## Record
Prima della manifestazione il record del mondo (RM), il record europeo (EU) e il record dei campionati (RC) erano i seguenti.
| Record mondiale       | 25"07 | Therese Alshammar | 31 luglio 2009 Roma    |
| Record europeo        | 25"07 | Therese Alshammar | 31 luglio 2009 Roma    |
| Record dei campionati | 25"50 | Therese Alshammar | 9 agosto 2010 Budapest |

## Risultati

### Batterie
| Pos. | Atleta                       | Nazionalità | Tempo | Batteria | Corsia | Note |
| ---- | ---------------------------- | ----------- | ----- | -------- | ------ | ---- |
| 1    | Sarah Sjöström               | Svezia      | 26"48 | 6        | 4      | Q    |
| 2    | Ingvild Snildal              | Norvegia    | 26"55 | 4        | 5      | Q    |
| 3    | Hinkelien Schreuder          | Paesi Bassi | 26"70 | 5        | 4      | Q    |
| 4    | Triin Aljand                 | Estonia     | 26"72 | 4        | 4      | Q    |
| 4    | Anna Dowgiert                | Polonia     | 26"72 | 6        | 2      | Q    |
| 6    | Kristel Vourna               | Grecia      | 26"79 | 4        | 6      | Q    |
| 7    | Ilaria Bianchi               | Italia      | 26"80 | 4        | 2      | Q    |
| 7    | Silvia Di Pietro             | Italia      | 26"80 | 5        | 3      | Q    |
| 9    | Sviatlana Khakhlova          | Bielorussia | 26"92 | 4        | 3      | Q    |
| 10   | Nadiya Koba                  | Ucraina     | 27"03 | 6        | 3      | Q    |
| 11   | Louise Hansson               | Svezia      | 27"07 | 5        | 6      | Q    |
| 12   | Eszter Dara                  | Ungheria    | 27"19 | 3        | 4      | Q    |
| 13   | Amit Ivri                    | Israele     | 27"20 | 6        | 5      | Q    |
| 13   | Sina Sutter                  | Germania    | 27"20 | 6        | 6      | Q    |
| 15   | Martina Moravcová            | Slovacchia  | 27"21 | 1        | 2      | Q    |
| 16   | Danielle Carmen Villars      | Svizzera    | 27"30 | 5        | 8      | Q    |
| 17   | Daria Tcvetkova              | Russia      | 27"32 | 5        | 5      |      |
| 18   | Annika Saarnak               | Estonia     | 27"35 | 1        | 7      |      |
| 19   | Emilia Pikkarainen           | Finlandia   | 27"37 | 6        | 7      |      |
| 20   | Orsolya Tompa                | Ungheria    | 27"38 | 2        | 5      |      |
| 21   | Datya Stepanyuk              | Ucraina     | 27"52 | 5        | 2      |      |
| 21   | Fabienne Nadarajah           | Austria     | 27"52 | 6        | 1      |      |
| 23   | Maria Ugolkova               | Russia      | 27"59 | 4        | 7      |      |
| 24   | Lisa Zaiser                  | Austria     | 27"64 | 4        | 1      |      |
| 25   | Sarah Blake Bateman          | Islanda     | 27"67 | 6        | 8      |      |
| 26   | Katarína Milly               | Slovacchia  | 27"72 | 3        | 1      |      |
| 27   | Katharina Stiberg            | Norvegia    | 27"80 | 5        | 7      |      |
| 28   | Valery Svigir                | Croazia     | 27"81 | 3        | 6      |      |
| 29   | Gabriela Ņikitina            | Lettonia    | 27"91 | 4        | 8      |      |
| 30   | Monica Johannessen           | Norvegia    | 27"95 | 3        | 8      |      |
| 31   | Katarina Listopadová         | Slovacchia  | 27"98 | 3        | 5      |      |
| 32   | Sara Freitas Oliveira        | Portogallo  | 28"18 | 5        | 1      |      |
| 33   | Liliana Szilágyi             | Ungheria    | 28"26 | 3        | 2      |      |
| 34   | Ayse Ezgi Yazici             | Turchia     | 28"28 | 3        | 3      |      |
| 35   | Eva Chavez-Diaz              | Austria     | 28"36 | 3        | 7      |      |
| 36   | Klára Václavíková            | Rep. Ceca   | 28"41 | 1        | 1      |      |
| 37   | Bethany Carson               | Irlanda     | 28"43 | 2        | 6      |      |
| 38   | Sara Joo                     | Ungheria    | 28"55 | 2        | 4      |      |
| 39   | Vaiva Gimbutytė              | Lituania    | 28"70 | 2        | 2      |      |
| 40   | Emilie Løvberg               | Norvegia    | 28"83 | 2        | 1      |      |
| 41   | Maria Novikova               | Russia      | 29"02 | 1        | 4      |      |
| 41   | Tatiana Perstniova           | Moldavia    | 29"02 | 2        | 8      |      |
| 43   | Aneta Pechancová             | Rep. Ceca   | 29"12 | 2        | 7      |      |
| 44   | Ingibjörg Kristin Jónsdóttir | Islanda     | 29"40 | 2        | 3      |      |
| 45   | Desiree Felner               | Austria     | 29"46 | 1        | 5      |      |
| 46   | Birita Debes                 | Fær Øer     | 29"93 | 1        | 6      |      |
| 47   | Milica Marković              | Montenegro  | 30"35 | 1        | 3      |      |

### Semifinali
| Pos. | Atleta                  | Nazionalità | Tempo | Batteria | Corsia | Note |
| ---- | ----------------------- | ----------- | ----- | -------- | ------ | ---- |
| 1    | Triin Aljand            | Estonia     | 26"20 | 1        | 5      | Q    |
| 2    | Sarah Sjöström          | Svezia      | 26"22 | 2        | 4      | Q    |
| 3    | Anna Dowgiert           | Polonia     | 26"36 | 2        | 3      | Q    |
| 4    | Ingvild Snildal         | Norvegia    | 26"39 | 1        | 4      | Q    |
| 5    | Silvia Di Pietro        | Italia      | 26"61 | 1        | 6      | Q    |
| 6    | Kristel Vourna          | Grecia      | 26"63 | 1        | 3      | Q    |
| 7    | Ilaria Bianchi          | Italia      | 26"65 | 2        | 6      | Q    |
| 8    | Amit Ivri               | Israele     | 26"68 | 2        | 1      | Q    |
| 9    | Louise Hansson          | Svezia      | 26"72 | 2        | 7      |      |
| 10   | Hinkelien Schreuder     | Paesi Bassi | 26"73 | 2        | 5      |      |
| 11   | Sviatlana Khakhlova     | Bielorussia | 26"80 | 2        | 2      |      |
| 12   | Nadiya Koba             | Ucraina     | 26"92 | 1        | 2      |      |
| 13   | Martina Moravcová       | Slovacchia  | 27"02 | 2        | 8      |      |
| 13   | Sina Sutter             | Germania    | 27"02 | 1        | 1      |      |
| 15   | Eszter Dara             | Ungheria    | 27"04 | 1        | 7      |      |
| 16   | Danielle Carmen Villars | Svizzera    | 27"28 | 1        | 8      |      |

### Finale
| Pos.    | Atleta           | Nazionalità | Tempo | Corsia | Note |
| ------- | ---------------- | ----------- | ----- | ------ | ---- |
| Oro     | Sarah Sjöström   | Svezia      | 25"64 | 5      |      |
| Argento | Triin Aljand     | Estonia     | 25"92 | 4      |      |
| Bronzo  | Ingvild Snildal  | Norvegia    | 26"12 | 6      |      |
| 4       | Anna Dowgiert    | Polonia     | 26"38 | 3      |      |
| 5       | Silvia Di Pietro | Italia      | 26"44 | 2      |      |
| 6       | Kristel Vourna   | Grecia      | 26"52 | 7      |      |
| 7       | Ilaria Bianchi   | Italia      | 26"55 | 1      |      |
| 8       | Amit Ivri        | Israele     | 26"77 | 8      |      |